# Esqui aquático nos Jogos Pan-Americanos de 2023 - Qualificação
Abaixo estão o sistema de classificação e as nações classificadas para o Esqui aquático nos Jogos Pan-Americanos de 2023, programado para ser realizado em Santiago, Chile, de 21 a 24 de outubro de 2023.

## Sistema de classificação
Um total de 48 atletas irão se classificar para competir nos Jogos. O país-sede, Chile, classificou automaticamente quatro atletas no esqui aquático e no wakeboard. As sete melhores nações no Campeonato Pan-Americano de Esqui Aquático de 2022 receberão quatro vagas cada. Outras sete vagas estarão disponíveis para classificação no wakeboard em cada gênero. 

## Linha do tempo
| Eventos                                            | Data                           | Local     |
| -------------------------------------------------- | ------------------------------ | --------- |
| Campeonato Pan-Americano de Wakeboard de 2022      | May 13–15                      | Nova Lima |
| Jogos Sul-Americanos de 2022                       | 7-9 de outubro                 | Assunção  |
| Campeonato Pan-Americano de Esqui Aquático de 2022 | 29 de novembro - 3 de dezembro | Santiago  |

## Sumário de classificação
| CON                      | Esqui aquático | Wakeboard masculino | Wakeboard feminino | Total |
| ------------------------ | -------------- | ------------------- | ------------------ | ----- |
| ARG Argentina            | 4              | 1                   | 1                  | 6     |
| BRA Brasil               |                | 1                   | 1                  | 2     |
| CAN Canadá               | 4              | 1                   | 1                  | 6     |
| CHI Chile                | 4              | 1                   | 1                  | 6     |
| COL Colômbia             | 4              | 1                   | 1                  | 6     |
| USA Estados Unidos       | 4              | 1                   | 1                  | 6     |
| MEX México               | 4              | 1                   | 1                  | 6     |
| PAR Paraguai             |                | 1                   | 1                  | 2     |
| PER Peru                 | 4              |                     |                    | 4     |
| DOM República Dominicana | 4              |                     |                    | 4     |
| Total: 10 CONs           | 32             | 8                   | 8                  | 48    |

## Esqui aquático
| Evento                           | CON's classificados                                                                                   | Esquiadores aquáticos por CON | Total |
| -------------------------------- | --- | ----------------------------- | ----- |
| País-sede                        | CHI Chile                                                                                             | 4                             | 4     |
| Campeonato Pan-Americano de 2022 | USA Estados Unidos CAN Canadá ARG Argentina MEX México DOM República Dominicana COL Colômbia PER Peru | 4                             | 28    |
| TOTAL                            | |                               | 32    |

## Wakeboard
Um total de oito nações se classificaram no wakeboard.
| Evento                           | Vagas | Homens classificados                                                           | Mulheres classificadas                                                         |
| -------------------------------- | ----- | ------------------------------------------------------------------------------ | ------------------------------------------------------------------------------ |
| País-sede                        | 1/1   | CHI Chile                                                                      | CHI Chile                                                                      |
| Campeonato Pan-Americano de 2022 | 6/6   | MEX México USA Estados Unidos ARG Argentina BRA Brasil CAN Canadá COL Colômbia | ARG Argentina USA Estados Unidos BRA Brasil MEX México COL Colômbia CAN Canadá |
| Jogos Sul-Americanos de 2022     | 1/1   | PAR Paraguai                                                                   | PAR Paraguai                                                                   |
| TOTAL                            | 8     | 8                                                                              | 8                                                                              |